# Jetty Paerl
Jetty Paerl (Ámsterdam, 27 de mayo de 1921-Amstelveen, 22 de agosto de 2013) fue una cantante neerlandesa que alcanzó su mayor fama en las décadas de 1940 y de 1950.

## Biografía
Durante la Segunda Guerra Mundial vivió en Londres, debido a que los Países Bajos estaban ocupados por la Alemania nazi.
En 1951, se casó con el artista neerlandés Cees Bantzinger, con quien tuvo una hija, Anne-Rose Bantzinger.
En 1956, representó a Países Bajos como la primera participante de la primera edición del Festival de la Canción de Eurovisión en 1956 con la canción «De vogels van Holland» («Los pájaros de Holanda»), con letra de Anna Maria Geertruida Schmidt y melodía de Cor Lemaire. Por aquellas fechas, el Festival se retransmitía principalmente por radio y sólo se anunció la canción ganadora. 

## Trabajos

### Televisión
- Redt een kind (1959)